# نیزیپ
نیزیپ (به ترکی استانبولی: Nizip) (به کردی: Bêlqîs) شهری است در کشور ترکیه که در استان غازی عینتاب واقع شده‌است. جمعیت این شهر بر اساس سرشماری سال ۲۰۰۸ میلادی ۹۳٬۱۰۱ نفر و بر اساس برآوردهای سال ۲۰۰۹ میلادی ۹۴٬۸۳۵ نفر می‌باشد.